# Nova Lima
Nova Lima là một đô thị thuộc bang Minas Gerais, Brasil. Đô thị này có diện tích 428,449 km², dân số năm 2007 là 75530 người, mật độ 171 người/km².